# Olympiska sommarspelen 2012
Olympiska sommarspelen 2012 skedde under den 30:e olympiaden och var de 27:e moderna olympiska spelen, anordnade i London i Storbritannien mellan 27 juli och 12 augusti 2012. I praktiken började spelen den 25 juli med fotbollstävlingen, som startade två dagar innan spelen officiellt invigdes. London är den första staden att ha arrangerat tre olympiska sommarspel. Även Aten har arrangerat tre IOK-organiserade evenemang, sommarspelen 1896 och 2004 samt extraspelen 1906. 
London valdes till arrangör vid IOK:s 117:e kongress, som hölls i Singapore, efter att ha besegrat Moskva, New York, Madrid och Paris i den slutliga omröstningen. Sebastian Coe, tidigare olympisk mästare, ledde arbetet med Londons kandidatur. Dagen efter omröstningen, den 7 juli 2005, drabbades London av ett antal bombdåd som dock inte antas ha med beslutet att göra.
De olympiska spelen har fört med sig ombyggnation av många områden av London där spelen arrangerades, med ett särskilt fokus på hållbar utveckling. Även om spelens budget fick motta en del kritik, var ett flertal arenor byggda redan innan London tilldelades spelen; bland dessa återfinns: Wembley Stadium, Wembley Arena, Wimbledon All England Club, Lord's Cricket Ground, O2-arenan, Earls Court Exhibition Centre, Weymouth and Portland National Sailing Academy och Excel Centre.
OS-byn låg i Stratford, nordost om centrala London, men spelorter för de olika sporterna var även utspridda över andra delar av Storbritannien, såväl i England som i Wales och Skottland.

## Ansökningar

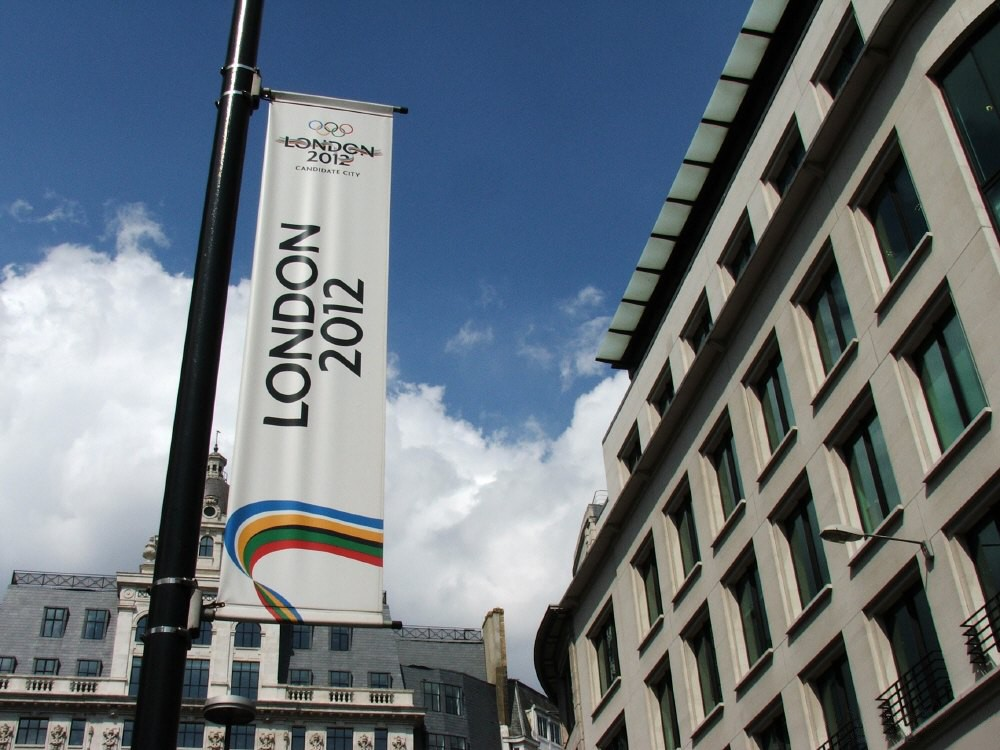
Reklam för spelen vid The Monument i London.

Den 15 juli 2003, den sista dagen att lämna in sina ansökningar om olympiska sommarspelen 2012, hade nio städer lämnat in ansökningar. Dessa var: Havanna, Istanbul, Leipzig, London, Madrid, Moskva, New York, Paris och Rio de Janeiro.
Den 18 maj 2004 reducerade den internationella olympiska kommittén (IOK) antalet städer till fem, som ett resultat av en teknisk utvärdering av kandidaturerna: London, Madrid, Moskva, New York och Paris.
Alla fem kandidatstäder hade den 19 november lämnat in sin slutgiltiga kandidatur till den internationella olympiska kommittén (IOK). IOK:s representanter besökte de fem kandidatstäderna under februari och mars 2005. Dessa besök resulterade i två bakslag för Paris kandidatur: ett antal demonstrationer i samband med besöket och att Guy Drut, en av de ledande personerna bakom Paris ansökan och dessutom medlem i IOK, beskylldes för korruption.
Den 6 juni 2005 släppte den internationella olympiska kommittén sin utvärdering av de fem kandidatstäderna. Trots att denna rapport inte innehöll några betyg/poäng eller rankningar ansågs utvärderingen av Paris vara mest positiv, nära följd av London. Även New York och Madrid erhöll mycket positiva utvärderingar.
Den slutliga omröstningen hölls den 6 juli 2005 i Singapore med följande utgång:
| Omröstningen om arrangör av olympiska sommarspelen 2012 | Omröstningen om arrangör av olympiska sommarspelen 2012 | Omröstningen om arrangör av olympiska sommarspelen 2012 | Omröstningen om arrangör av olympiska sommarspelen 2012 | Omröstningen om arrangör av olympiska sommarspelen 2012 | Omröstningen om arrangör av olympiska sommarspelen 2012 | Omröstningen om arrangör av olympiska sommarspelen 2012 |
| ------------------------------------------------------- | ------------------------------------------------------- | ------------------------------------------------------- | ------------------------------------------------------- | ------------------------------------------------------- | ------------------------------------------------------- | ------------------------------------------------------- |
| Stad                                                    | Land                                                    | Rond 1                                                  | Rond 2                                                  | Rond 3                                                  | Rond 4                                                  |                                                         |
| London                                                  | Storbritannien                                          | 22                                                      | 27                                                      | 39                                                      | 54                                                      |                                                         |
| Paris                                                   | Frankrike                                               | 21                                                      | 25                                                      | 33                                                      | 50                                                      |                                                         |
| Madrid                                                  | Spanien                                                 | 20                                                      | 32                                                      | 31                                                      | —                                                       |                                                         |
| New York                                                | USA                                                     | 19                                                      | 16                                                      | —                                                       | —                                                       |                                                         |
| Moskva                                                  | Ryssland                                                | 15                                                      | —                                                       | —                                                       | —                                                       |                                                         |

## Utveckling och förberedelser

### Ekonomi
Kostnaderna att arrangera de olympiska spelen separeras från kostnaderna för att uppföra arenor och infrastruktur samt ombyggnationen som genomförs för den olympiska parken. Spelen finansieras av privata medel men arenorna och infrastrukturen finansieras till stor till av offentliga pengar.
Den 15 mars 2007 presenterade Tessa Jowell en budget på 5 300 M£ (miljoner brittiska pund) till brittiska underhuset. Denna budget skulle täcka arenorna samt infrastrukturen till spelen. Vid samma presentation tillkännagav hon även den bredare budgeten för ombyggnationen av marken där olympiska parken skall uppföras, Lower Lea Valley. Denna budget var på 1 700 M£.
Utöver ovan nämnda siffror presenterade hon kostnader på: 2 700 M£ (oförutsedda kostnader), 600 M£ (säkerhetskostnader), 800 M£ (skattebortfall) samt 400 M£ (elitsatsningar inom idrotten). En summering av dessa siffror, för spelen samt nybyggnationen av östra London, ger en total kostnad på 9 345 M£. Londons borgmästare Ken Livingstone lovade sedan att organisationen bakom spelen skulle gå med vinst.
Kostnaderna att arrangera spelen (2 Md£) finansieras av den privata sektorn genom en kombination av sponsorer, marknadsföringsartiklar, biljettförsäljning samt sändningsrättigheter. Enligt spelens organisation delas finansieringen upp som följer:
- 64% från staten;
- 23% från National Lottery
- 13% från Mayor of London och London Development Agency

### Partners (Sponsorer)
För att finansiera delar av kostnaderna att arrangera de olympiska spelen har arrangörerna slutit partners (sponsorer). Företagen har delats in i fyra kategorier (efter storleken av partnerskapet/sponsorskapet): "Worldwide", "Tier 1", "Tier 2" och "Tier 3".
Dagen innan invigningen hotar den indiska truppen, med brottaren Sushil Kumar som fanbärare, att inte närvara vid invigningen. Orsaken är att företaget som låg bakom Bhopalkatastrofen, Union Carbide som 1999 köptes upp av Dow Chemicals, är en av de största sponsorerna till de olympiska spelen.
Dow Chemicals/Union Carbide låg också bakom det avlövningsmedel som USA använde i vietnamkriget, kallat agent orange, som orsakade enorma skador inte minst på ofödda barn när gravida kvinnor fick i sig det. Dow Chemicals var även en av producenterna av det fruktade stridsmedlet napalm som användes vid samma krig.

### Nedräkning

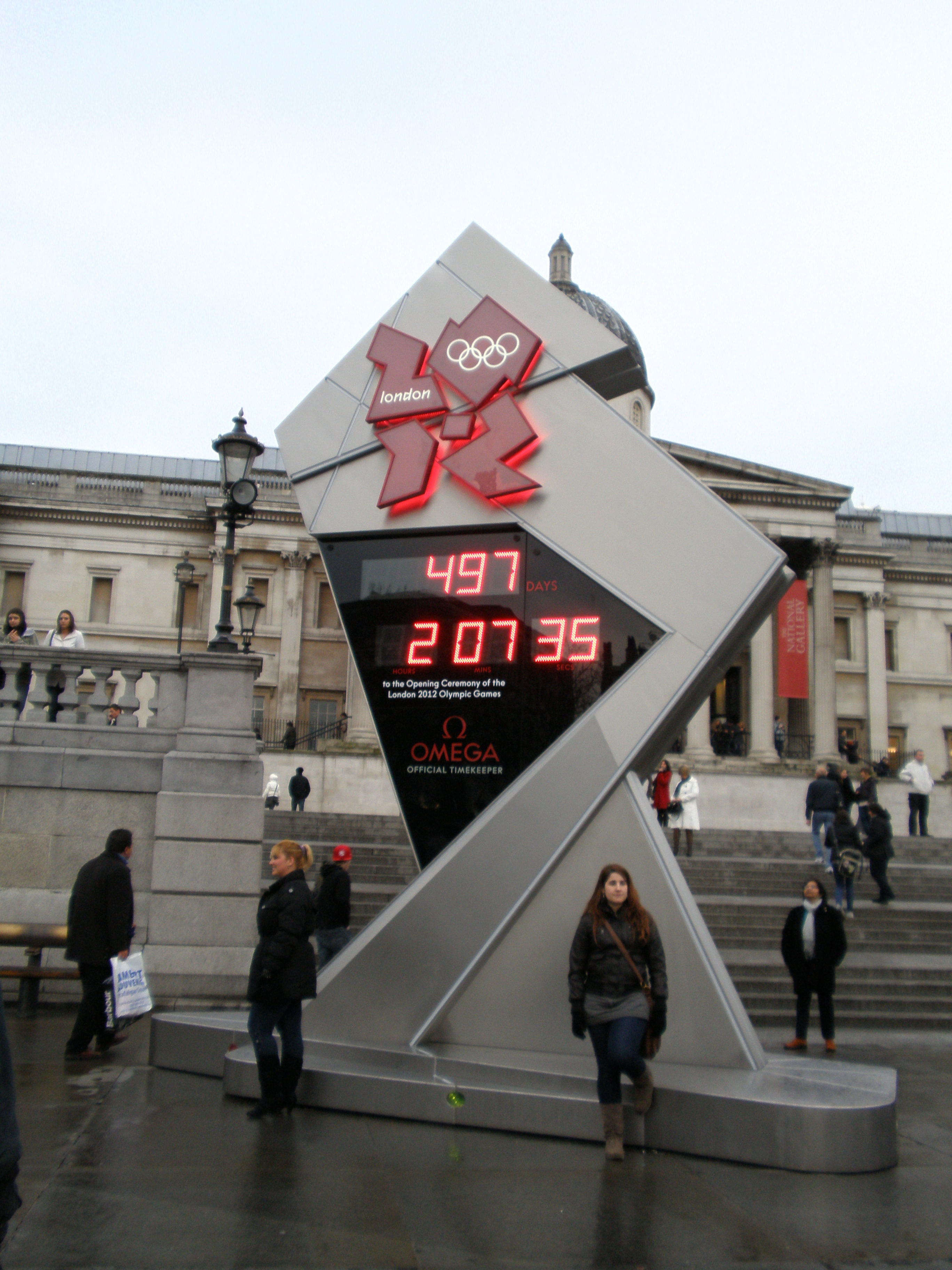
Nedräkning på Trafalgar Square.

En digital klocka, placerad på Trafalgar Square, startades, i syfte att räkna ned till den olympiska öppningsceremonin, den 14 mars 2011. Mindre än 24 timmar efter dess installation drabbades klockan av ett tekniskt fel och stannade då den visade "500 (dagar) 7 (timmar) 06 (minuter) 56 (sekunder)." Klockan reparerades snabbt.

### Problem med schemaläggning
Vissa representanter från länder som till majoriteten är muslimska har klagat på att spelen 2012 ska arrangeras under Ramadan, som 2012 infaller från 20 juli till 19 augusti. Under Ramadan skall muslimer fasta från soluppgång till dess nedgång - detta kan leda till en nackdel för muslimska deltagare. Några muslimer har begärt att spelens tidpunkt skall ändras (för att vara utanför Ramadan).

### Säkerhet
I december 2011 meddelade den brittiska regeringen att 13 500 medlemmar i armén ska vara på plats under spelen, liksom 10 000 poliser (som leder säkerhetsarbetet). Både marina och flygbaserade resurser, inklusive fartyg i Themsen, jetplan och missiler, användes.
Budgeten för säkerhetsarbetet har ändrats till 553 miljoner pund (från 282 miljoner). Detta är den största säkerhetsaktionen i Storbritannien på årtionden. Antalet soldater från armén som skall medverka (13 500) är större än vad Storbritannien just nu har på plats i Afghanistan. Ett skäl till den massiva insatsen av militär är att säkerhetskonsulten G4S misslyckats med sitt åtagande att ställa upp med säkerhetspersonal.

### Medaljerna
I december 2010 presenterades det att Royal Mint skulle producera medaljerna till de olympiska och parolympiska spelen. De räknade med att producera omkring 4 700 medaljer för spelen. Medaljerna är sju mm tjocka och väger mellan 375 och 400 gram. Medaljerna är designade av David Watkins. Varje medalj har sport och disciplin ingraverat på kanten. I likhet med de senaste spelens medaljer visar framsidan den grekiska segergudinnan Nike, gående från Parthenon. På baksidan återfinns spelens logotyp och ett band som med ett rutnät skildrar floden Themsen, andemeningen är enligt designern sammanförande och utstrålande av energi. Medaljernas lila band symboliserar det brittiska kungahuset. Prinsessan Anne var den som offentliggjorde medaljernas design. I en omröstning, arrangerad av The Telegraph, röstade 66% för att de tyckte om designen.

### Testtävlingar
Många testtävlingar arrangerades under 2011 och 2012, antingen genom existerande tävlingar såsom Wimbledon eller som specialarrangemang som går under namnet London Prepares. Vissa av tävlingarna är stängda för allmänheten. Basket och BMX var de första sporterna som testades i den olympiska parken.

### Öppningsceremonin
Öppningsceremonin vid de Olympiska sommarspelen 2012, som hade namnet "The Isles of Wonder", genomfördes den 27 juli och var designad och koordinerad av den Oscarsvinnande regissören Danny Boyle.
Spelen för den trettionde olympiaden öppnades av drottning Elizabeth II, som åtföljdes av sin lagvigda make Prins Philip, hertig av Edinburgh. Det var andra gången drottningen öppnade OS, hon öppnade även   Sommar-OS 1976 i Montreal. Prins Philip öppnade Sommar-OS 1956 i Melbourne på hennes uppdrag.
En kortfilm med Daniel Craig som agent 007, James Bond, och drottning Elizabeth II som sig själv visades i den televiserade versionen av invigningen. Sir Paul McCartney framförde sin sång "Hey Jude" mot slutet av ceremonin.

## Sporter och grenar
| - Badminton (5) - Basket (2) - Bordtennis (4) - Boxning (13) - Brottning (18) - Bågskytte (4) - Cykelsport (18) - Fotboll (2) | - Friidrott (47) - Fäktning (10) - Gymnastik (18) - Handboll (2) - Judo (14) - Kanotsport (16) - Konstsim (2) | - Landhockey (2) - Modern femkamp (2) - Ridsport (6) - Rodd (14) - Segling (10) - Simhopp (8) - Simning (34) | - Skytte (15) - Taekwondo (8) - Tennis (5) - Triathlon (2) - Tyngdlyftning (15) - Vattenpolo (2) - Volleyboll (4) |

### Förändringar
Under olympiska sommarspelen 2012 är det 26 sporter med totalt 38 discipliner (enligt Internationella olympiska kommittén sätt att räkna). Londons ansökan inkluderade 28 sporter, men två dagar efter att London valts till värd av spelen röstade IOK för att ta bort de två sporterna baseboll och softboll från programmet. Man tog även beslut om att man skulle ersätta de två sporterna med nya och valde mellan golf, rugby, squash, karate och rullsport. Squash och karate nominerades, men lyckades till slut inte få tillräckligt med röster för att kunna deltaga i olympiska sommarspelen.
Den 13 augusti 2009 beslutade IOK att införa boxning för damer i de olympiska sommarspelen. Herrarnas boxning har skurits ned för att ge plats åt tre damklasser.

## Kalender
Det slutgiltiga, officiella, programmet presenterades den 15 februari 2011.
| ÖC | Öppningsceremoni | ● | Tävlingar | 1 | Medaljtävlingar | AC | Avslutningsceremoni |

| Juli / Augusti  | 25 Ons | 26 Tor | 27 Fre | 28 Lör | 29 Sön | 30 Mån | 31 Tis | 1 Ons | 2 Tor | 3 Fre | 4 Lör | 5 Sön | 6 Mån | 7 Tis | 8 Ons | 9 Tor | 10 Fre | 11 Lör | 12 Sön | Tävlingar |
| --------------- | ------ | ------ | ------ | ------ | ------ | ------ | ------ | ----- | ----- | ----- | ----- | ----- | ----- | ----- | ----- | ----- | ------ | ------ | ------ | --------- |
| Ceremonier      |        |        | ÖC     |        |        |        |        |       |       |       |       |       |       |       |       |       |        |        | AC     |           |
| Badminton       |        |        |        | ●      | ●      | ●      | ●      | ●     | ●     | 1     | 2     | 2     |       |       |       |       |        |        |        | 5         |
| Basket          |        |        |        | ●      | ●      | ●      | ●      | ●     | ●     | ●     | ●     | ●     | ●     | ●     | ●     | ●     | ●      | 1      | 1      | 2         |
| Bordtennis      |        |        |        | ●      | ●      | ●      | ●      | 1     | 1     | ●     | ●     | ●     | ●     | 1     | 1     |       |        |        |        | 4         |
| Boxning         |        |        |        | ●      | ●      | ●      | ●      | ●     | ●     | ●     | ●     | ●     | ●     | ●     | ●     | 3     | ●      | 5      | 5      | 13        |
| Brottning       |        |        |        |        |        |        |        |       |       |       |       | 2     | 3     | 2     | 2     | 2     | 2      | 3      | 2      | 18        |
| Bågskytte       |        |        | ●      | 1      | 1      | ●      | ●      | ●     | 1     | 1     |       |       |       |       |       |       |        |        |        | 4         |
| Cykelsport      |        |        |        | 1      | 1      |        |        | 2     | 2     | 2     | 1     | 1     | 1     | 3     | ●     | ●     | 2      | 1      | 1      | 18        |
| Friidrott       |        |        |        |        |        |        |        |       |       | 2     | 5     | 7     | 5     | 4     | 4     | 5     | 6      | 8      | 1      | 47        |
| Fäktning        |        |        |        | 1      | 1      | 1      | 1      | 2     | 1     | 1     | 1     | 1     |       |       |       |       |        |        |        | 10        |
| Fotboll         | ●      | ●      |        | ●      | ●      |        | ●      | ●     |       | ●     | ●     |       | ●     | ●     |       | 1     | ●      | 1      |        | 2         |
| Gymnastik       |        |        |        | ●      | ●      | 1      | 1      | 1     | 1     | 1     | 1     | 3     | 3     | 4     |       | ●     | ●      | 1      | 1      | 18        |
| Handboll        |        |        |        | ●      | ●      | ●      | ●      | ●     | ●     | ●     | ●     | ●     | ●     | ●     | ●     | ●     | ●      | 1      | 1      | 2         |
| Judo            |        |        |        | 2      | 2      | 2      | 2      | 2     | 2     | 2     |       |       |       |       |       |       |        |        |        | 14        |
| Kanotsport      |        |        |        |        | ●      | ●      | 1      | 1     | 2     |       |       |       | ●     | ●     | 4     | 4     | ●      | 4      |        | 16        |
| Konstsim        |        |        |        |        |        |        |        |       |       |       |       | ●     | ●     | 1     |       | ●     | 1      |        |        | 2         |
| Landhockey      |        |        |        |        | ●      | ●      | ●      | ●     | ●     | ●     | ●     | ●     | ●     | ●     | ●     | ●     | 1      | 1      |        | 2         |
| Modern femkamp  |        |        |        |        |        |        |        |       |       |       |       |       |       |       |       |       |        | 1      | 1      | 2         |
| Ridsport        |        |        |        | ●      | ●      | ●      | 2      |       | ●     | ●     | ●     | ●     | 1     | 1     | 2     |       |        |        |        | 6         |
| Rodd            |        |        |        | ●      | ●      | ●      | ●      | 3     | 3     | 4     | 4     |       |       |       |       |       |        |        |        | 14        |
| Segling         |        |        |        |        | ●      | ●      | ●      | ●     | ●     | ●     | ●     | 2     | 2     | 2     | 1     | 1     | 1      | 1      |        | 10        |
| Skyttesport     |        |        |        | 2      | 2      | 1      | 1      | 1     | 1     | 2     | 2     | 1     | 2     |       |       |       |        |        |        | 15        |
| Simhopp         |        |        |        |        | 1      | 1      | 1      | 1     |       | ●     | ●     | 1     | ●     | 1     | ●     | 1     | ●      | 1      |        | 8         |
| Simning         |        |        |        | 4      | 4      | 4      | 4      | 4     | 4     | 4     | 4     |       |       |       |       | 1     | 1      |        |        | 34        |
| Taekwondo       |        |        |        |        |        |        |        |       |       |       |       |       |       |       | 2     | 2     | 2      | 2      |        | 8         |
| Tennis          |        |        |        | ●      | ●      | ●      | ●      | ●     | ●     | ●     | 2     | 3     |       |       |       |       |        |        |        | 5         |
| Triathlon       |        |        |        |        |        |        |        |       |       |       | 1     |       |       | 1     |       |       |        |        |        | 2         |
| Tyngdlyftning   |        |        |        | 1      | 2      | 2      | 2      | 2     |       | 2     | 1     | 1     | 1     | 1     |       |       |        |        |        | 15        |
| Vattenpolo      |        |        |        |        | ●      | ●      | ●      | ●     | ●     | ●     | ●     | ●     | ●     | ●     | ●     | 1     | ●      |        | 1      | 2         |
| Volleyboll      |        |        |        | ●      | ●      | ●      | ●      | ●     | ●     | ●     | ●     | ●     | ●     | ●     | 1     | 1     | ●      | 1      | 1      | 4         |
| Antal tävlingar |        |        |        | 12     | 14     | 12     | 15     | 20    | 18    | 22    | 25    | 23    | 18    | 21    | 17    | 22    | 16     | 32     | 15     | 302       |
| Sammanräknat    |        |        |        | 12     | 26     | 38     | 53     | 73    | 91    | 113   | 138   | 161   | 179   | 200   | 217   | 239   | 255    | 287    | 302    |           |
| Juli / Augusti  | 25 Ons | 26 Tor | 27 Fre | 28 Lör | 29 Sön | 30 Mån | 31 Tis | 1 Ons | 2 Tor | 3 Fre | 4 Lör | 5 Sön | 6 Mån | 7 Tis | 8 Ons | 9 Tor | 10 Fre | 11 Lör | 12 Sön | Tävlingar |

## Deltagande nationer
204 olympiska kommittéer hade skickat deltagare till spelen. I och med Nederländska Antillernas upplösning drog IOK in områdets nationella olympiska kommittés medlemskap. Idrottare från Nederländska Antillerna tilläts emellertid att delta under olympisk flagg som oberoende olympiska deltagare tillsammans med en idrottare från Sydsudan, då det sistnämnda landet ännu inte har en olympisk kommitté.

## Medaljtoppen
Det här är topp-tjugo placering:
| Placering | Land           | Guld | Silver | Brons | Totalt antal medaljer | Placering efter antal medaljer |
| --------- | -------------- | ---- | ------ | ----- | --------------------- | ------------------------------ |
| 1         | USA            | 46   | 29     | 29    | 104                   | 1                              |
| 2         | Kina           | 38   | 27     | 23    | 88                    | 2                              |
| 3         | Storbritannien | 29   | 17     | 19    | 65                    | 4                              |
| 4         | Ryssland       | 24   | 26     | 32    | 82                    | 3                              |
| 5         | Sydkorea       | 13   | 8      | 7     | 28                    | 9                              |
| 6         | Tyskland       | 11   | 19     | 14    | 44                    | 5                              |
| 7         | Frankrike      | 11   | 11     | 12    | 34                    | 8                              |
| 8         | Italien        | 8    | 9      | 11    | 28                    | 9                              |
| 9         | Ungern         | 8    | 4      | 5     | 17                    | 13                             |
| 10        | Australien     | 7    | 16     | 12    | 35                    | 7                              |
| 11        | Japan          | 7    | 14     | 17    | 38                    | 6                              |
| 12        | Kazakstan      | 7    | 1      | 5     | 13                    | 15                             |
| 13        | Nederländerna  | 6    | 6      | 8     | 20                    | 11                             |
| 14        | Ukraina        | 6    | 5      | 9     | 20                    | 11                             |
| 15        | Nya Zeeland    | 6    | 2      | 5     | 13                    | 15                             |
| 16        | Kuba           | 5    | 3      | 6     | 14                    | 14                             |
| 17        | Iran           | 4    | 5      | 3     | 12                    | 17                             |
| 18        | Jamaica        | 4    | 4      | 4     | 12                    | 17                             |
| 19        | Tjeckien       | 4    | 3      | 3     | 10                    | 19                             |
| 20        | Nordkorea      | 4    | 0      | 2     | 6                     | 20                             |

## Positiva dopningsprov under och efter OS
Flera deltagare blev hemskickade redan innan spelen hade börjat då de antingen vägrat lämna prov eller har lämnat positiva prov vid tillfällen före OS börjat. Vid spelens första riktiga dag, den 28 juli, testades den albanska tyngdlyftaren Hysen Pulaku positivt i en dopingkontroll. Han blev därmed spelens första dopingfall.
- Tyngdlyftning, Hysen Pulaku  Albanien. Anabola steroider.
- Gymnastik, Luiza Galijulina  Uzbekistan. Furosemid.
- Friidrott, Tameka Williams  Saint Kitts och Nevis. "Blast Off Red".
- Friidrott, Kulstötning, Nadezjda Ostaptjuk  Vitryssland. Metenolon. Hon fråntogs guldmedaljen.

Internationella olympiska kommittén har 2016 valt att, med den allra senaste testtekniken, av de omtesta proven från idrottare som skulle kunna vara aktuella för OS i Rio de Janeiro. Omtestning av dopningsprov från OS i London 2012 visade att av 265 prov innehöll 23 förbjudna medel. Idrottarena är från sex olika nationer i fem olika idrotter. Idrottare som var dopade under OS 2008 och 2012 kommer inte att få starta i Rio de Janeiro.
- Tyngdlyftning,  Natalia Zabolotnaja  Ryssland. Anabola steroider.
- Tyngdlyftning,  Irina Kulesha  Vitryssland. Anabola steroider.
- Tyngdlyftning,  Julija Kalina  Ukraina. Dehydrochlormethyltestosterone (turinabol).

## Diskvalifikation för brott mot den olympiska andan
Åtta badmintonspelare diskvalificerades efter läggmatcher i gruppspelet i damernas OS-dubbel. Anledningen till oviljan att vinna var chansen till bättre lottning i slutspelet vid förlust. 
- Badminton, Wang Xiaoli  Kina
- Badminton, Yu Yang  Kina
- Badminton, Jung Kyun-eun  Sydkorea
- Badminton, Kim Ha-na  Sydkorea
- Badminton, Ha Jung-eun  Sydkorea
- Badminton, Kim Min-jung  Sydkorea
- Badminton, Meiliana Jauhari  Indonesien
- Badminton, Greysia Polii  Indonesien[50]